# (11423) Cronin
(11423) Cronin est un astéroïde de la ceinture principale.

## Description
(11423) Cronin est un astéroïde de la ceinture principale. Il fut découvert le 9 juin 1999 à Socorro (Nouveau-Mexique) par le projet LINEAR. Il présente une orbite caractérisée par un demi-grand axe de 2,52 UA, une excentricité de 0,12 et une inclinaison de 4,6° par rapport à l'écliptique.

## Compléments